# Ilie Verdeț
Ilie Verdeț (n. 10 mai 1925, Comănești, județul Bacău – d. 20 martie 2001, București) a fost un lider comunist român care a fost ministru în mai multe rânduri în guvernele din perioada 1965-1989. De asemenea, el a deținut funcția de cel de-al 51-lea prim-ministru al României în perioada 1979-1982.
După Revoluția din decembrie 1989, Verdeț a înființat Partidul Socialist al Muncii, care s-a considerat ca succesor al Partidului Comunist Român.

## Biografie
Ilie Verdeț s-a născut la data de 10 mai 1925 în colonia minieră din satul Șupan din fosta comună Comănești (astăzi oraș în județul Bacău), în familia unui miner. Tatăl său a lucrat la minele de cărbune din Banat, din Valea Jiului și ulterior în bazinul carbonifer Comănești.
În anul 1937, constrâns de dificultățile prin care trecea familia sa, la vârsta de numai 12 ani, este nevoit să-și întrerupă școala (din care absolvise doar patru clase) și începe să lucreze ca băiat de mină, pentru că tatăl său se îmbolnăvise și familia sa nu mai avea alte surse de venituri.
În anul 1939, la vârsta de 14 ani, este angajat la mina „Secu", de lângă Reșița, unde parcurge toate treptele profesiei: băiat de mină, vagonetar, ajutor de miner, miner, șef de brigadă și apoi maistru. În anul 1945, se înscrie în cadrul Partidului Comunist Român și începe să desfășoare o intensă activitate de partid și sindicat.
A participat la activitatea sindicală încă de la organizare, ocupând apoi funcțiile de vicepreședinte și președinte la Comitetul Sindical. A fost și membru în conducerea Uniunii Miniere, ca vicepreședinte pe ramură. În anul 1947, Ilie Verdeț s-a căsătorit cu Reghina Graumann și a avut două fiice: Doina (1948) și Cezarina (1953).
După schimbarea regimului și formarea Republicii Populare Romîne, după acțiunea de „naționalizare a principalelor mijloace de producție” din 11 iunie 1948, Verdeț este numit director al minei în care era angajat. La începutul activității sale politice, Ilie Verdeț și-a "completat studiile", după formula utilizată în epocă, absolvind Școala Superioară de partid și apoi Academia de Științe Economice din București.
După un an, în 1949, Ilie Verdeț a fost scos din producție și trecut în activitatea politică. Va îndeplini diferite funcții, iar apoi accede la funcția de prim-secretar al Comitetului Regional al P.C.R. Hunedoara (1954-1956). În anul 1955 Ilie Verdeț a fost promovat ca membru supleant al Comitetului Central al Partidului Comunist Român, ca adjunct al Direcției Organizatorice. Apoi, în iunie 1960, este ales ca membru al C.C. al P.C.R., fiind reales în această funcție până în 1989.

## Lider al Partidului Comunist Român
Ilie Verdeț a îndeplinit următoarele funcții în cadrul Partidului Comunist Român: membru supleant al C.C. al P.C.R. (1955-1960), membru al C.C. al P.C.R. (1960-1989), secretar al C.C. al P.C.R. (martie-iulie 1960, martie 1974-martie 1978, octombrie 1982-noiembrie 1984), membru al Comitetului Executiv și al Prezidiului permanent al C.C. al P.C.R. (1966-1977), membru al Prezidiului permanent al Comitetului Politic Executiv (C.P.Ex.) al Comitetului Central (1977-1989).
În martie 1965 Ilie Verdeț a fost ales în funcția de secretar al C.C. al P.C.R. Apoi, la 20 iulie 1965, a fost numit în funcția de vicepreședinte al Consiliului de Miniștri. Ulterior, la 1 iunie 1967, Verdeț a fost promovat ca prim-vicepreședinte al Consiliului de Miniștri, în guvernul condus de Ion Gheorghe Maurer.
La data de 29 martie 1974, odată cu schimbarea guvernului condus de Ion Gheorghe Maurer, Verdeț a revenit în aparatul Comitetului Central, în funcția de secretar al
C.C. al P.C.R. și președinte al Consiliului Central de Control Muncitoresc și al Activității Economico-Sociale.
În perioada 29 martie 1974-18 martie 1975 a fost președinte al Consiliului Economic, o funcție similară cu cea de ministru-coordonator al activității economice din Europa Occidentală.

Pe timpul grevei minerilor din Valea Jiului din august 1977 a fost trimis de Nicolae Ceaușescu la fața locului pentru negocieri. 
La 7 martie 1978 a fost numit în funcția de prim-vicepreședinte al Consiliului de Miniștri și președinte al Comitetului de Stat al Planificării, după ce fostul președinte al C.S.P. Mihai Marinescu a fost epurat. La data de 29 martie 1979 Ilie Verdeț a fost desemnat în funcția de prim-ministru al Guvernului Republicii Socialiste România. El a încercat să rezolve criza economică și financiară din țară, dar nu a avut succes. Situația economică din România a determinat trimiterea vicepremierului și ministrului comerțului exterior, Cornel Burtică, la Comunitatea Economică Europeană de la Bruxelles pentru a căuta noi piețe de desfacere pentru produsele românești. Verdeț a cerut o amânare a plății creditelor pe care le angajase guvernul român de la băncile externe.
Ilie Verdeț a intrat într-o serie de controverse cu Nicolae Ceaușescu cu privire la strategia de dezvoltare a țării, la adoptarea unor sisteme de conducere suple și eficiente, la descentralizarea puterii, la întărirea efectivă a autonomiei unităților economice și multe altele. Controversele au fost dure, Ilie Verdeț neadmițând compromisuri în chestiunile majore, de care depindea bunul mers al întregii activități economico-sociale și politice. Pentru stingerea conflictului, Verdeț și-a dat demisia din funcția de prim-ministru la data de 21 mai 1982, fiind numit ca vicepreședinte al Consiliului de Stat al României.
La 5 octombrie 1982, el revine în funcția de secretar al Comitetului Central al PCR și președinte al Consiliului Central de Control Muncitoresc și al Activității Economico-Sociale. La data de 19 octombrie 1985, Ilie Verdeț este numit ministru al minelor în guvernul condus de Constantin Dăscălescu, deținând această funcție până la 21 iunie 1986.
Urmează apoi numirea la data de 24 noiembrie 1986 în funcția de președinte al Comisiei Centrale de Revizie a P.C.R. Între anii 1961-1989, Verdeț a fost ales ca deputat în toate legislaturile Marii Adunări Naționale.
După fuga lui Nicolae Ceaușescu, la 22 decembrie 1989 (vezi: Revoluția română din 1989), Ilie Verdeț a anunțat demisia guvernului Dăscălescu și formarea unui nou guvern ad-hoc format din disidenți. El s-a autoproclamat președinte al unui guvern provizoriu, guvern care a durat doar 20 minute, datorită opoziției mulțimii care nu dorea un guvern format din activiști comuniști.

## Activitatea sa după 1990
În anul 1990, în fruntea unui grup de activiști politici - cadre de partid și de stat cu o îndelungată experiență social-politică - Verdeț militează pentru constituirea unui partid socialist, care să-și asume misiunea de a continua tradițiile mișcării muncitorești și socialiste din România.
La 16 noiembrie 1990, Verdeț a înființat un partid intitulat Partidul Socialist al Muncii, care a intrat în Parlamentul României în urma alegerilor din 27 septembrie 1992. La acele alegeri, PSM a obținut 3,18% din voturi la alegerile pentru Senat și 3,04% din voturi la alegerile pentru Camera Deputaților.
La următorul scrutin din 3 noiembrie 1996, Partidul Socialist al Muncii nu a mai intrat în Parlament, obținând 2,16% din voturi la alegerile pentru Senat și 2,15% din voturi la alegerile pentru Camera Deputaților.
Ilie Verdeț nu a încercat niciodată să-și ascundă convingerile, fiind un critic al evoluției societății românești de după 1990. Într-un interviu acordat în anul 1995, el declara:
„Ce s-a întâmplat după 1989 mi-a produs o mare amărăciune. Dacă am avut multe rețineri față de măsurile luate, în ultimii 8 -10 ani, înainte de 1989, am fost foarte trist după '89, când s-a revenit la programe după concepții care au produs haos. Pentru mine e foarte clar că totul a fost haotic și, bineînțeles, impulsionat de forțe din afară. Aceasta în afară de incompetența celor care au condus țara. Distrugerea sistemului totalitar a fost un act progresist, dar, în continuare, nu era nevoie să se distrugă chiar totul. Pe măsură ce erau înlăturate anumite mecanisme, și pe verticală, și pe orizontală, trebuiau înlocuite cu alte mecanisme mai eficiente, mai performante.”—Ilie Verdeț
În iunie 2000, la Plenara Comitetului Național al PSM, Ilie Verdeț  s-a retras din funcția de președinte al Partidului Socialist al Muncii, acceptând calitatea de președinte-fondator. Acest gest a fost făcut de către Verdeț din dorința de a păstra unitatea partidului, partid aflat într-o degringoladă după ce a devenit partid neparlamentar și ca urmare a acțiunii îndelungate a unui grup de presiune condus de vicepreședintele PSM, Ion Sasu.
Ilie Verdeț a încetat din viață la data de 20 martie 2001 în orașul București, în urma unui infarct, la vârsta de 76 ani.

## Distincții
- Ordinul „Steaua Republicii Populare Romîne” clasa a III-a (30 decembrie 1957) „cu ocazia celei de a zecea aniversări a proclamării Republicii Populare Romîne și pentru merite deosebite în îndeplinirea sarcinilor date de Partidul Muncitoresc Romîn, pentru merite deosebite pe tărîmul construcției de stat, economice, sociale, culturale și obștești”[4]
- Ordinul „23 August” clasa a IV-a (12 august 1959) „pentru merite deosebite în opera de construire a socialismului”[5]
- Medalia „40 de ani de la înființarea Partidului Comunist din Romînia” (6 mai 1961) „pentru merite în activitatea de partid și întărirea regimului democrat-popular”[6]
- Ordinul Muncii clasa I (4 aprilie 1962) „pentru merite deosebite în munca de colectivizare a agriculturii și întărirea economico-organizatorică a gospodăriilor agricole colective”[7]
- Ordinul „Steaua Republicii Populare Romîne” clasa a II-a (18 august 1964) „pentru merite deosebite în opera de construire a socialismului, cu prilejul celei de a XX-a aniversări a eliberării patriei”[8]
- Ordinul „Tudor Vladimirescu” clasa a II-a (30 aprilie 1966) „cu prilejul celei de-a 45-a aniversări de la înființarea Partidului Partidului Comunist din România, pentru merite deosebite în opera de construire a socialismului”[9]
- Medalia „A XXV-a Aniversare a Eliberării Patriei” (4 august 1969) „pentru merite deosebite în lupta împotriva fascismului, în eliberarea țării, în războiul antihitlerist, în instaurarea puterii democrat-populare și construirea socialismului în Republica Socialistă România, cu prilejul celei de-a XXV-a aniversări a eliberării patriei”[10]
- titlul de Erou al Muncii Socialiste și medalia de aur „Secera și ciocanul” (4 mai 1971) „cu prilejul aniversării a 50 de ani de la constituirea Partidului Comunist Român, [...] pentru merite deosebite în opera de construire a socialismului”[11]
- Medalia „25 de ani de la proclamarea Republicii” (26 decembrie 1972) „pentru merite deosebite în opera de construire a socialismului, cu prilejul aniversării a 25 de ani de la proclamarea Republicii”[12]
- Ordinul „Apărarea Patriei” clasa I (7 mai 1981) „pentru rezultatele obținute în îndeplinirea cincinalului 1976–1980, pentru contribuția deosebită adusă la înfăptuirea politicii Partidului Comunist Român de făurire a societății socialiste multilateral dezvoltate în patria noastră, cu prilejul aniversării a 60 de ani de la făurirea Partidului Comunist Român”[13]
- Medalia comemorativă „A 40-a aniversare a revoluției de eliberare socială și națională, antifascistă și antiimperialistă” (20 august 1984) „pentru contribuția deosebită adusă la înfăptuirea politicii Partidului Comunist Român de făurire a societății socialiste multilateral dezvoltate în patria noastră, cu prilejul celei de-a 40-a aniversări a revoluției de eliberare socială și națională, antifascistă și antiimperialistă”[14]
- Ordinul „Steaua Republicii Socialiste România” clasa I (10 octombrie 1986) „pentru contribuția adusă la înfăptuirea politicii partidului și statului de făurire a societății socialiste multilateral dezvoltate în patria noastră, cu prilejul împlinirii vîrstei de 60 de ani”[15]

## Aprecieri la adresa sa
„De numele lui sunt legate marile construcții energetice, industriale, combinatele de tot soiul, care au împânzit țara și au contribuit într-o măsură determinantă, în toate domeniile, la progresul economic și social. Verdeț a fost în primul rând un gospodar desăvârșit, manager ideal dacă aș folosi limbajul actual.”—Paul Niculescu-Mizil